# Irfan Ametow
Irfan Ibraimowicz Ametow, ukr. Ірфан Ібраїмович Аметов, tatarski Irfan Ibraim oğlu Ametov (ur. 3 lutego 1980 w obwodzie krymskim) – ukraiński piłkarz, grający na pozycji napastnika, a wcześniej pomocnika.

## Kariera piłkarska

### Kariera klubowa
W 1999 rozpoczął karierę piłkarską w rosyjskim klubie FK Mozdok. Latem 2001 powrócił do Ukrainy, gdzie został piłkarzem Dynama Symferopol, a zimą przeniósł się do Polissia Żytomierz. Latem 2003 wyjechał do Estonii, gdzie podpisał kontrakt z klubem Lootus Kohtla-Järve. Potem bronił barw klubów Narva Trans i Alko Kohtla-Järve. W 2008 przeszedł do klubu Sillamäe Kalev, skąd był wypożyczony do Alko Kohtla-Järve i Lootus Kohtla-Järve.